# 丁美媛
丁美媛（1979年2月27日—）是中国一位女子举重运动员，出生于辽宁省大连市，12岁进大连体校开始练举重，后入辽宁省队和国家队。曾在2000年悉尼奥运会上获得举重女子75公斤以上级金牌。2005年，丁美媛在国际举联百年庆典仪式上，当选为“世界举重百年最佳运动员”。2006年，丁美媛转型成为辽宁省女子举重队教练。

## 主要成绩
- 1997年南非开普敦世界杯赛，女子75公斤以上级冠军
- 1998年亚运会冠军，女子75公斤以上级冠军
- 1999年世界举重锦标赛，女子75公斤以上级冠军
- 2000年亚洲举重锦标赛，女子75公斤以上级冠军
- 2000年悉尼奥运会，女子75公斤以上级冠军
- 2003年世界举重锦标赛，女子75公斤以上级抓举，挺举，总成绩三项冠军，两次刷新75公斤以上级世界纪录，平1项世界纪录